# Zapis dwuścieżkowy
W polskiej nomenklaturze dotyczącej analogowych technik zapisu dźwięku na taśmie magnetofonowej stosuje się pojęcia "zapis/odczyt jednościeżkowy", "dwuścieżkowy" i "czterościeżkowy", ... "n-ścieżkowy" do określenia spotykanych w angielskim full-track, half-track, quarter-track itd. Pojęcia te oznaczają zapis/odczyt odpowiednio: 
- pełnej, jednej ścieżki na całej szerokości taśmy
- dwóch ścieżek, każda na połowie szerokości taśmy
- czterech ścieżek, każda na ćwierci szerokości taśmy
itd.

- Zapis jednościeżkowy wykorzystać można tylko do zapisu pojedynczego sygnału monofonicznego, przy przesuwie taśmy w jednym tylko kierunku.
- Zapis dwuścieżkowy wykorzystać można na trzy sposoby:
  - w jednym kierunku przesuwu, sygnał stereo
  - w jednym kierunku przesuwu, dwa różne sygnały mono
  - w dwóch kierunkach przesuwu (po skończeniu się taśmy i nawinięciu jej na szpulę nawijającą trzeba ją przełożyć z powrotem na szpulę odwijającą), sygnał mono; korzyść: czas nagrania na tej samej długości taśmy wydłuża się dwukrotnie.
- Zapis czterościeżkowy można wykorzystać na cztery sposoby
  - w jednym kierunku przesuwu, dwa różne sygnały stereo
  - w jednym kierunku przesuwu, cztery różne sygnały mono
  - w dwóch kierunkach przesuwu, sygnał stereo podwójnej długości
  - w dwóch kierunkach przesuwu (trzykrotnie przekładając szpule), sygnał mono poczwórnej długości.
- Zapis więcej, niż czterościeżkowy nie bywa stosowany na wąskich, ćwierćcalowych taśmach magnetofonowych; jego zastosowanie ograniczone jest do studyjnego nagrywania z wielu (np. kilkunastu) źródeł jednocześnie, na taśmach szerokich (np. półtoracalowych).